# 小行星9452
小行星9452（英語：9452 Rogerpeeters）是一颗围绕太阳公转的小行星。1998年2月27日，天文学家艾瑞克·怀特·埃尔斯特在拉西拉天文台发现了此天体。
这颗小行星的绝对星等为302.75962等。